# 李经梧
李经梧（1912年—1997年），山东掖县人。中国一代太极拳大师，曾分别拜师学习吴式太极拳和陈式太极拳。
李经梧于1912年5月生于山东掖县过西村，1930年代初来北平先后拜赵铁庵、陈发科、杨禹廷三位太极拳大师学习。为传统吴式太极拳、陈式太极拳正宗传人。 著有《太极内功》、《李经梧陈吴太极拳集》。
在1956年全国武术运动大会上，李经梧获得了最高荣誉金牌奖。